# Liste des épisodes de Détective Conan

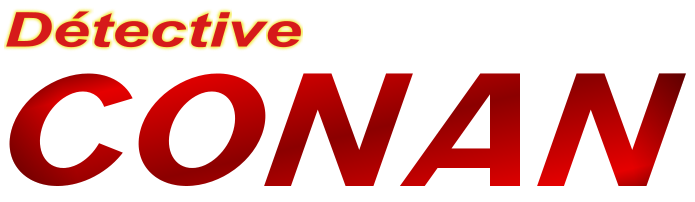
Logotype français de la série.

Cet article présente la liste des épisodes de la série télévisée d'animation japonaise Détective Conan (Meitantei Conan), issue du manga du même nom. Au Japon, l'anime est diffusé depuis le 8 janvier 1996 sur la chaîne Nippon TV.  
En France, seul les 214 premiers épisodes ont été licenciées et doublés par AB Groupe. Seulement 170 ont été diffusés à la télévision, sur Cartoon Network de janvier 2004 à fin 2007 et sur France 3 durant l'année 2005. Quelques épisodes inédits parmi ceux licenciés ont été proposés lors des rediffusions sur les chaînes du groupe AB comme NT1 (aujourd'hui devenue TFX), AB1 et la chaîne Mangas à partir de 2008 (avec une première restauration pour les 30 premiers épisodes proposé par Mangas), jusqu'à l'expiration des droits en 2010.  
Depuis février 2015, la plateforme Animation Digital Network propose les derniers épisodes diffusés au Japon en simulcast et depuis janvier 2025 une sélection des épisodes adaptés du manga issues des 6 premières années de diffusion de la série, jusqu'à l'épisode 234. Dans le même temps, depuis 2020, Mediawan, qui a racheté le groupe AB et acquis les droits d'exploitations des épisodes doublés, a reproposé ces épisodes sur différentes plateformes de streaming (Amazon Prime Vidéo, Netflix, Pluto TV) dans une version restaurée et non censurée au niveau de la vidéo et du doublage, tandis qu'ils proposent également sur leurs services de replay augmenté par abonnement les masters censurée des 214 épisodes doublés avec les épisodes qui n'avaient jamais été diffusés à la télévision (épisodes notés ND sur les saisons 4 et 5). 

## Légendes
Note : Les titres français des 214 premiers épisodes sont les titres officiels, ainsi que pour les épisodes "canons" jusqu'au 234 qui ont été achetés et proposés par ADN. Pour les autres, il s'agit de simples traductions non officielles des titres japonais en attendant que les licences de ces épisodes soient achetées un jour.

### Arcs narratifs
| Arcs narratifs                            | Épisodes                 | Saisons                       | Commentaire |
| ----------------------------------------- | ------------------------ | ----------------------------- | --- |
| Arc Conan                                 | 001-128                  | Saisons 1-3                   | |
| Arc Haibara                               | 129-178                  | Saisons 4-5                   | |
| Arc Vermouth                              | 179-344                  | Saisons 5-8                   | |
| Arc Téléphone portable                    | 345-424                  | Saisons 9-10                  | |
| Arc Kir                                   | 425-504                  | Saisons 11-13                 | |
| Arc Bourbon                               | 505-704                  | Saisons 13-18                 | |
| Arc Bourbon, post Mystery Train (701-704) | 705-782                  | Saisons 18-20                 | |
| Arc Rum                                   | 783-en cours             | Saisons 20-30 (en cours)      | |
| Arc L'Académie de police                  | 1029-1038-1042-1061-1077 | Spin-off (voir Série dérivée) | Adaptation du manga en 2 volumes, spin-off de la série principale. Dans la série télévisée, l'arc L'Académie de police est considéré comme canon et intégré dans la trame narrative de la série Détective Conan. |

### Légende des tableaux
Au 1er janvier 2023, le nombre d'épisodes ci-dessous a été compté ainsi :
| Code couleur | Nature des épisodes comptabilisés | Nombre         |
| ------------ | --------------------------------- | -------------- |
|              | Épisodes filler (hors manga)      | 489 (en cours) |
|              | Épisodes filler (hors manga)      | 489 (en cours) |
|              | Épisodes filler (hors manga)      | 489 (en cours) |
|              | Épisodes filler (hors manga)      | 489 (en cours) |
|              | Épisodes filler (hors manga)      | 489 (en cours) |
|              | Épisodes fillers spéciaux         | 7 (en cours)   |
|              | Épisodes canons spéciaux          | 29 (en cours)  |

## DVD

### France
1. Détective Conan - Vol. 1
2. Détective Conan - Vol. 2
3. Détective Conan - Vol. 3
4. Détective Conan - Vol. 4
5. Détective Conan - Vol. 5
6. Détective Conan - Vol. 6
7. Détective Conan - Box 1 (les 30 premiers épisodes)

### Aide au visionnage: ordre chronologique suivant l'histoire
| Saison | Episodes - Film Extra                                                                  | Date de sortie    | Notes                                                                                 | Episodes BO |
| ------ | -------------------------------------------------------------------------------------- | ----------------- | ------------------------------------------------------------------------------------- | ----------- |
| 1      | 1-42                                                                                   | 08-janv-96        |                                                                                       |             |
| 2      | 43-54                                                                                  |                   |                                                                                       |             |
| 2      | Film 1. Le Gratte Ciel Infernal                                                        | 19-Apr-97         |                                                                                       |             |
| 2      | 55-85                                                                                  |                   |                                                                                       |             |
| 3      | 86-97                                                                                  |                   |                                                                                       |             |
| 3      | Film 2. La quatorzième cible                                                           | 19-Apr-98         |                                                                                       |             |
| 3      | 98-128                                                                                 |                   |                                                                                       |             |
| 4      | 128-140                                                                                |                   |                                                                                       |             |
| 4      | Gosho aoyama short stories                                                             |                   |                                                                                       |             |
| 4      | Film 3. Le dernier magicien du siècle                                                  | 17-Apr-99         |                                                                                       |             |
| 4      | 141-173                                                                                |                   |                                                                                       |             |
| 5      | OVA 1. Conan vs kid vs Yaiba                                                           |                   |                                                                                       |             |
| 5      | 174 - 186                                                                              |                   |                                                                                       |             |
| 5      | Film 4. Mémoire assassine                                                              | 22-Apr-00         |                                                                                       |             |
| 5      | OVA 2. 16 suspects                                                                     |                   | se déroule après l'épisode 200 (lié au film 4)                                        |             |
| 5      | 174-218                                                                                |                   |                                                                                       |             |
| 6      | 219 - 230                                                                              |                   |                                                                                       |             |
| 6      | Film 5 . Le décompte des cieux                                                         | 21-Apr-01         |                                                                                       |             |
| 6      | 231 - 262                                                                              |                   |                                                                                       |             |
| 7      | 263-274                                                                                |                   |                                                                                       |             |
| 7      | Film 6. Le fantôme de Baker Street                                                     | 20-Apr-02         |                                                                                       |             |
| 7      | 274 - 303                                                                              |                   |                                                                                       |             |
| 7      | OAV 3. Conan et Heiji : le garçon disparu                                              |                   | vers épisode 250 (lié au film 7)                                                      |             |
| 8      | 304 - 315                                                                              |                   |                                                                                       |             |
| 8      | Film 7. Croisement dans l'ancienne capitale                                            | 19-Apr-03         |                                                                                       |             |
| 8      | 316 - 344                                                                              |                   |                                                                                       |             |
| 8      | OAV 4 . Conan contre Kid contre Crystal Mother                                         |                   | vers l'épisode 300                                                                    |             |
| 9      | 345 - 356                                                                              |                   |                                                                                       |             |
| 9      | Préquel : épisode spécial - Time travel of the silver sky                              |                   | Episode spécial récap sur Kaito kid (dispo sur YT en anglais)                         |             |
| 9      | Film 8 . Le Magicien du ciel argenté                                                   | 17-Apr-04         |                                                                                       |             |
| 9      | 357 - 383                                                                              |                   |                                                                                       |             |
| 9      | OAV 5 . La cible est Kogoro Mouri                                                      |                   |                                                                                       |             |
| 10     | 384 - 393                                                                              |                   |                                                                                       |             |
| 10     | Film 9. Stratégie en profondeur                                                        | 9-Apr-05          |                                                                                       |             |
| 10     | 394 - 424                                                                              |                   |                                                                                       |             |
| 10     | OAV 6 . A la poursuite du diamant disparu ! Conan et Heiji vs Kid                      |                   | vers épisode 450 (lié au film 10)                                                     |             |
| 11     | 425 - 434                                                                              |                   |                                                                                       |             |
| 11     | Film 10. Le requiem des détectives                                                     |                   |                                                                                       |             |
| 11     | 435 - 459                                                                              |                   |                                                                                       |             |
| 11     | OAV 7 . Le Défi du Professeur Agasa ! Le Professeur contre Conan et les Détectives Boy |                   | vers épisode 465 (lié au film 11)                                                     |             |
| 11     | Magic file 1                                                                           |                   | Mix de plusieurs affaires déjà diffusées, pas forcément necessaire                    |             |
| 12     | 460 - 469                                                                              |                   |                                                                                       |             |
| 12     | Film 11. Jolly Roger et le cercueil bleu azur                                          | 21-Apr-07         |                                                                                       |             |
| 12     | 470 - 490                                                                              |                   |                                                                                       |             |
| 12     | OAV 8. La Détective lycéenne, l'affaire de Sonoko Suzuki                               |                   | vers épisode 510                                                                      |             |
| 12     | Black History                                                                          |                   | Récap infos sur l'oganisation                                                         |             |
| 13     | 491 - 504                                                                              |                   | Arc Kir                                                                               |             |
| 13     | Magic File 2 . Le mystère du mur et le labrador noir                                   |                   | Préquel film 12 (3 ans avant)                                                         |             |
| 13     | Film 12. La Mélodie de la peur                                                         | 19-Apr-08         |                                                                                       |             |
| 13     | 505 - 520                                                                              |                   | Introduction Bourbon                                                                  |             |
| 14     | 521 - 529                                                                              |                   |                                                                                       |             |
| 14     | Episode Spécial : Lupin III vs Détective conan                                         | 27-mars-09        | Crossover entre les deux séries                                                       |             |
| 14     | Lupin III vs Détective conan - the movie                                               | 7-Dec-13          |                                                                                       |             |
| 14     | Magic file 3 . Souvenirs des tuiles de mahjong et de Tanabata                          |                   | Préquel film 13                                                                       |             |
| 14     | Film 13 . Le chasseur noir de jais                                                     | 18-Apr-09         |                                                                                       |             |
| 14     | 530 - 561                                                                              |                   |                                                                                       |             |
| 14     | OAV 9 . Étrangers dans 10 ans                                                          |                   | vers épisode 535                                                                      |             |
| 15     | 562 - 570                                                                              |                   |                                                                                       |             |
| 15     | Film 14. L'arche du ciel                                                               | 17-Apr-10         |                                                                                       |             |
| 15     | Magic File 4 . Odyssée pour des Okonomiyaki à Osaka                                    |                   | sequel film 14                                                                        |             |
| 15     | Kaito Kid : Detective conan spécial : la naissance de Kaito kid                        |                   | l'origine de la création de Kaito kid                                                 |             |
| 15     | 570 - 601                                                                              |                   |                                                                                       |             |
| 15     | OAV 10. Kid sur l'île piège                                                            |                   | Vers l'épisode 580                                                                    |             |
| 16     | 602 - 611                                                                              |                   |                                                                                       |             |
| 16     | Film 15. 15 minutes de silence                                                         | 16-Apr-11         | sens critique conseille de le regarder après le film 18                               |             |
| 16     | Magic File 5 . Le Souvenir Capriccio de Niigata-Tokyo                                  |                   | Séquel film 15                                                                        |             |
| 16     | Détective vs Woooo                                                                     |                   | crossover introduction à la série Wooo                                                |             |
| 16     | 612 - 641                                                                              |                   |                                                                                       |             |
| 16     | OAV 11. L'ordre secret de Londres                                                      |                   | vers épisode 635 (info importante concernant Haibara)                                 |             |
| 17     | 641 - 651                                                                              |                   |                                                                                       |             |
| 17     | Bonus file 1. La fleur de Fantasista                                                   |                   | Préquel film 16                                                                       |             |
| 17     | Film 16. Le onzième attaquant                                                          | 14-Apr-12         |                                                                                       |             |
| 17     | 652 - 680                                                                              |                   |                                                                                       |             |
| 17     | OAV 12. Le miracle d'excalibur                                                         |                   | vers épisode 665                                                                      |             |
| 18     | 681 - 694                                                                              |                   |                                                                                       |             |
| 18     | Film 17. Un détective en mer lointaine                                                 | 20-Apr-13         | épisode 694 préquel film 17                                                           |             |
| 18     | 695 - 723                                                                              |                   |                                                                                       |             |
| 19     | 724 - 735                                                                              |                   |                                                                                       |             |
| 19     | Kogoro Mouri le fugitif                                                                |                   | préquel film 18, existe aussi une version remasterisée en épisode spécial nouvel an   |             |
| 19     | Film 18. Le sniper dimensionnel                                                        | 19-Apr-14         |                                                                                       |             |
| 19     | Episode Spécial : La disparition de conan edogawa                                      | 26-Dec-14         | conseillé vers l'épisode 660, mais peut-être regardé n'importe quand avant le film 19 |             |
| 19     | 736 - 762                                                                              |                   |                                                                                       |             |
| 20     | 763 - 774                                                                              |                   |                                                                                       |             |
| 20     | Film 19. Les tournesols des flammes infernales                                         | 18-Apr-15         |                                                                                       |             |
| 20     | 774 - 803                                                                              |                   |                                                                                       |             |
| 21     | 804 - 813                                                                              |                   |                                                                                       |             |
| 21     | Film 20. Le pire cauchemar                                                             | 16-Apr-16         |                                                                                       |             |
| 21     | Episode 1 : Les origines                                                               | 9-Dec-16          | reprend l'épisode 1 avec des personnages introduits dans l'histoire                   |             |
| 21     | 814 - 844                                                                              |                   |                                                                                       |             |
| 22     | 845 - 855                                                                              |                   |                                                                                       |             |
| 22     | Film 21. La lettre d'amour écarlate                                                    | 15-Apr-17         |                                                                                       |             |
| 22     | 856 - 886                                                                              |                   |                                                                                       |             |
| 23     | 887 - 898                                                                              |                   |                                                                                       |             |
| 23     | L'appel secret d'Amuro                                                                 |                   | Spécial trailer film 22                                                               |             |
| 23     | Film 22. L'éxécutant Zéro                                                              | 13-Apr-18         |                                                                                       |             |
| 23     | 899 - 926                                                                              |                   | Episode 907 : séquel film 16                                                          |             |
| 24     | 927 - 936                                                                              |                   |                                                                                       |             |
| 24     | Film 23. Le poing de Saphir bleu                                                       | 12-Apr-19         |                                                                                       |             |
| 24     | 937 - 964                                                                              |                   |                                                                                       |             |
| 25     | 965 - 992                                                                              |                   |                                                                                       |             |
| 26     | 993 -1002                                                                              |                   | Episode 1002 (initialement prévu en 975, rétardé en raison du Covid) préquel film 24  |             |
| 26     | Film compilation : The Scarlet Alibi                                                   | February 11, 2021 |                                                                                       |             |
| 26     | Film 24. The Scarlet Bullet                                                            | April 16, 2021    |                                                                                       |             |
| 26     | 1003-1032                                                                              |                   |                                                                                       |             |
| 27     | 1033 - 1042                                                                            |                   | Arc Police (canon) à regarder avant le film (1029, 1038, 1042). 1039 préquel film 25  |             |
| 27     | Episode Special : Histoire d'amour d'un détective - la veille des noces                | April 15, 2022    | Compilation des scenes romantiques entre sato et Takagi. Préquel film 25              |             |
| 27     | Film 25. La fiancée de Shibuya                                                         | April 15, 2022    |                                                                                       |             |
| 27     | 1043 - 1067                                                                            |                   |                                                                                       |             |
| 28     | 1068 - 1080                                                                            |                   |                                                                                       |             |
| 28     | Episode Spécial : L'histoire d'Ai Haibara                                              | January 6, 2023   | Compilation sur les infos concernant Haibara, principalement l'arc du train           |             |
| 28     | Film 26. Le sous-marin noir                                                            | April 14, 2023    |                                                                                       |             |
| 28     | 1081 - 1108                                                                            |                   |                                                                                       |             |
| 29     | 1109 - 1120                                                                            |                   |                                                                                       |             |
| 29     | Episode Spécial : Detective conan vs Kaito Kid                                         | January 5, 2024   | Film compilation de l'intrigue Kaito Kid                                              |             |
| 29     | Film 27. L'étoile à un million de dollars                                              | April 12, 2024    |                                                                                       |             |
| 29     | 1121 - 1147                                                                            |                   |                                                                                       |             |
| 30     | 1148 - Present                                                                         |                   |                                                                                       |             |
| 30     | Film 28. Le Flashback du borgne                                                        | April 18, 2025    |                                                                                       |             |

1. ↑  « Détective Conan », sur planete-jeunesse.com (consulté le 7 avril 2023).
2. ↑  « Inathèque », sur inatheque.ina.fr (consulté le 7 octobre 2022)
3. ↑  « l-histoire-d-amour-d-un-detective », sur inatheque.ina.fr (consulté le 7 octobre 2022)
4. ↑  « Prime Video: Détective Conan - Season 1 », sur www.primevideo.com (consulté le 7 octobre 2022)